# Le Courrier de la Mayenne
 (février 2022).
Si vous disposez d'ouvrages ou d'articles de référence ou si vous connaissez des sites web de qualité traitant du thème abordé ici, merci de compléter l'article en donnant les références utiles à sa vérifiabilité et en les liant à la section « Notes et références ».
Le Courrier de la Mayenne est un hebdomadaire d'information politique et générale français. Il fait partie du Groupe Edit Ouest qui compte aussi Le Haut Anjou, l'Echo d'Ancenis et Les Nouvelles d'Anjou.
Il est diffusé sur le département de la Mayenne, et compte deux rédactions, une à Laval et une à Mayenne. C'est un journal indépendant qui appartenait à la famille Guébriant jusqu'en 2023, année où il sera racheté par la famille Leclerc qui détient déjà notamment La Manche Libre, Tendance Ouest, Le Courrier Cauchois, La Renaissance et l'Echo du Berry.

## Historique
Le Courrier de la Mayenne prend le relais du Courrier du Maine par un changement de titre le 22 octobre 1944, bien après la Libération de Laval, avec le même propriétaire, les mêmes journalistes à une exception près (AVL), et qui plus est en devenant l'organe quasi officiel du Comité Départemental de Libération de la Mayenne. Le nouveau titre est proposé par Paul Mer, président du Comité Départemental de Libération de la Mayenne (CDL). 
Après le 30 septembre 1944, une nouvelle société est créée : la Société mayennaise de presse et de publication (SMPP), dont les fondateurs sont : Alfred Pottier, et Roger Bignon. Il s'agit du directeur et du rédacteur en chef du journal Le Courrier du Maine. Paul Mer deviendra aussi administrateur de la SMPP, éditrice du Courrier de la Mayenne.
Le journal va rester comme son prédécesseur le représentant de la droite conservatrice et l'organe de la grande propriété foncière. Il va contrecarrer la volonté d'extension de L'Indépendant, représentant de la démocratie chrétienne lancé aussi en octobre, de s'étendre à tout le département.
Alfred Pottier, qui avait remplacé Constant Le Tessier en 1901 au Courrier du Maine est le directeur jusqu'à sa mort en 1949.

### 1956-1986
Directeur de 1956 à 1986Louis de Guébriant.
Il signe des éditoriaux tranchés qui ne sont pas toujours compris en Mayenne, mais développe l'audience de ce journal avec des articles locaux tranchant avec une ligne éditoriale conservatrice.

### Époque contemporaine
Le Courrier de la Mayenne, hebdomadaire paraissant le jeudi, couvre les deux tiers du territoire de la Mayenne, les arrondissements de Mayenne au nord et de Laval au centre. L'arrondissement de Château-Gontier, au sud est couvert par un hebdomadaire du même groupe de presse, le Haut-Anjou.
Le journal est habilité à faire paraître des annonces judiciaires et légales sur le département de la Mayenne. Le journal va ensuite être dirigé par Loïk Budes de Guébriant, fils de Louis de 1987 à 2019. Depuis juin 2019, c'est le petit-fils Jean-Baptiste Budes de Guébriant qui a repris les rênes de l'entreprise. 
En 2021, le journal est diffusé à 15 039 exemplaires

## Rédacteurs en chef
- Roger Bignon

## Sources
- Laurent Robène, « La naissance du Courrier de la Mayenne », L'Oribus no 19, pp. 56-71, décembre 1985.
- Les pouvoirs à la Libération dans le département de la Mayenne. Archives départementales de la Mayenne, IHTP, mai 1989.